# Jylmäkänsaari
Jylmäkänsaari är en ö i Finland. Den ligger i sjön Puuruunjärvi och i kommunen Lieksa i den ekonomiska regionen  Pielinen-Karelen  och landskapet Norra Karelen, i den östra delen av landet, 500 km nordost om huvudstaden Helsingfors. Öns area är 4,3 hektar och dess största längd är 380 meter i öst-västlig riktning.